# أبو دميعه (ويس)
أبو دمیعه (بالفارسية: ابودمیعه) هي منطقة سكنية تقع في إيران في قسم ويس الريفي.